# Covadonga (nombre)
Covadonga es un nombre propio femenino de origen latino en su variante en español. Proviene del latín cova dominica (cueva de la señora). Tiene su origen en la cueva donde la tradición recoge que se encontraba Don Pelayo y su ejército en la batalla donde derrotaron a los musulmanes con la ayuda de la Virgen María (la Señora). Dicha cueva se encuentra en el lugar del mismo nombre en el concejo de Cangas de Onís (Principado de Asturias, España). Posteriormente el sitio se convirtió en un santuario bajo de la advocación mariana de la Virgen de Covadonga.

## Santoral
8 de septiembre: Virgen de Covadonga.